# Villefrancœur
Villefrancœur is een gemeente in het Franse departement Loir-et-Cher in de regio Centre-Val de Loire en telt 462 inwoners (1999). De plaats maakt deel uit van het arrondissement Blois.

## Geografie
De oppervlakte van Villefrancœur bedraagt 18,4 km², de bevolkingsdichtheid is 25,1 inwoners per km².
De onderstaande kaart toont de ligging van Villefrancœur met de belangrijkste infrastructuur en aangrenzende gemeenten.

## Demografie
Onderstaande figuur toont het verloop van het inwonertal (bron: INSEE-tellingen).